# Revolución (álbum de Abel Pintos)
Reevolución es el séptimo álbum de estudio de Abel Pintos grabado bajo el sello discográfico de Sony Music y fue producido por Marcelo Predacino. Las canciones de este disco compuestas, en su mayoría, por Abel, con la constante colaboración de su hermano Ariel

## Lista de canciones
| N.º | Título                                | Escritor(es)                      | Duración |  |
| 1.  | «Peregrinos»                          | Abel Pintos - Eduardo Vaillant    | 3:02     |  |
| 2.  | «Flores en el río»                    | Abel Pintos                       | 3:06     |  |
| 3.  | «Aventura (dueto con Marcela Morelo)» | Abel Pintos - Ariel Pintos        | 3:29     |  |
| 4.  | «No me olvides»                       | Abel Pintos - Ariel Pintos        | 3:55     |  |
| 5.  | «Incomparable»                        | Abel Pintos - Ariel Pintos        | 2:44     |  |
| 6.  | «Solo»                                | Abel Pintos - Daniel Cuevas Amaya | 3:18     |  |
| 7.  | «Amame»                               | Abel Pintos                       | 3:06     |  |
| 8.  | «Una flor y una cruz»                 | Abel Pintos - Daniel Cuevas Amaya | 3:14     |  |
| 9.  | «Abismo»                              | Abel Pintos                       | 3:24     |  |
| 10. | «Halleluja (Aleluya)»                 | Marius Müller - Westernhagen      | 4:27     |  |
| 11. | «Milagro en la cruz»                  | Abel Pintos                       | 2:52     |  |
| 12. | «Revolución (Espíritu)»               | Abel Pintos                       | 6.37     |  |

La pista 12 (Revolución) contiene, tras 45 segundos de silencio, una pista oculta llamada "Espíritu"

## Posicionamiento en listas
| Listas (2009)     | Mejor posición |
| ----------------- | -------------- |
| Argentina (CAPIF) | 18             |